# Desiderio (nome)
Desiderio  è un nome proprio di persona italiano maschile.

## Varianti
- Maschili
  - Ipocoristici: Derio[2], Dero[2], Derino[2], Desio[2]
- Femminili: Desideria[2][4][6]
  - Ipocoristici: Deria[2], Derina[2], Desia[2]

### Varianti in altre lingue
- Basco: Desideri[7]
- Catalano: Desideri[7]
- Francese: Didier[1][3][5]
- Latino: Desiderius[1][3][5][7]
  - Femminili: Desideria
- Polacco: Dezydery, Dezyderiusz
  - Femminili: Dezyderia
- Portoghese: Desidério[3]
  - Femminili: Desidéria[6]
- Rumeno: Dezideriu[3]
- Slovacco: Dezider
- Spagnolo: Desiderio[3][5][7]
  - Femminili: Desideria[6]
- Ungherese: Dezső[3][5]

## Origine e diffusione
Deriva dal soprannome e poi nome latino di età imperiale Desiderius, poi adattato in "Desiderio" durante il Medioevo; spesso veniva dato a un figlio tanto atteso oppure, in ambienti cristiani, voleva invocare il "desiderio della salvezza divina", e quindi per significato è analogo ai nomi Desiderato (che ha la stessa origine), Željko e Murad. Alla base vi è naturalmente il termine "desiderio", in latino dēsīderium, dal verbo dēsīderāre. Questo ha un'etimologia assai curiosa: deriva infatti da sīdus, sīderis ("stella", "costellazione") e fa riferimento all'astrologia: si intende cioè "osservare le stelle per trarne presagi e auspici", e quindi "attendere la loro realizzazione" ("desiderare") oppure, interpretando il de- iniziale in senso privativo, "constatare l'assenza di stelle" e dunque, in senso lato, "sentire la mancanza di qualcosa o qualcuno" e perciò "desiderare".
Il nome è raro in Italia; negli anni 1970 se ne contavano circa 3 100 occorrenze, più un altro migliaio tra forme abbreviate e femminili, sparse al Nord e, con meno frequenza, al Centro. Grazie al culto di alcuni santi vescovi francesi gode invece di molta più fortuna in Francia, dove è diffuso nella forma Didier.

## Onomastico

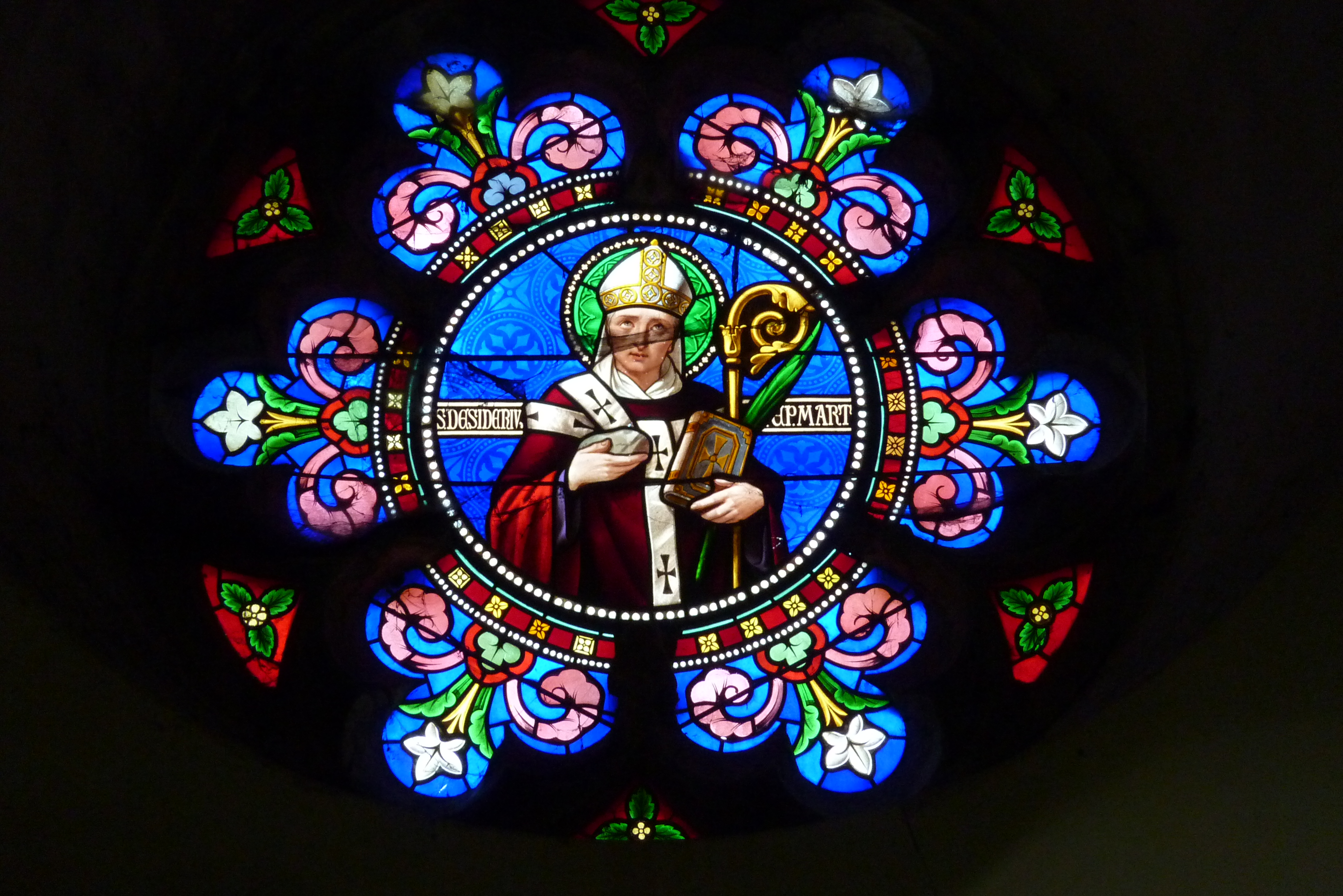
San Desiderio di Langres in una vetrata della chiesa abbaziale di Saint-Antoine-l'Abbaye

L'onomastico si può festeggiare in memoria di più santi, alle date seguenti:
- 17 marzo, san Desiderio, monaco a Gourdon[9]
- 25 o 26 marzo, san Desiderio, eremita con san Baronto a Pistoia[1][9][10]
- 23 maggio, san Desiderio, vescovo di Langres, martirizzato dai Vandali[1][7][9][10]
- 26 maggio, san Desiderio, vescovo di Vienne, martire sotto Teodorico[9][10]
- 12 luglio, san Desiderio, monaco a Chiaravalle[10]
- 7 settembre, san Desiderio, lettore, martire a Benevento[9]
- 19 settembre, san Desiderio, lettore di san Gennaro, martire a Pozzuoli con san Festo[1][9][10]
- 30 settembre, san Desiderio, martire a Piacenza[1][9]
- 3 ottobre, beato Desiderio Franco, monaco agostiniano[10]
- 19 ottobre, san Desiderio, monaco a Saint-Pierre de Longoret e poi eremita presso La Brenne[9][10]
- 27 ottobre, san Desiderio, vescovo di Auxerre[9][10]
- 15 novembre, san Desiderio, vescovo di Cahors[9][10]
- 18 dicembre, san Desiderio, monaco benedettino a Fontenelle[9]

## Persone
- Desiderio, re dei Longobardi

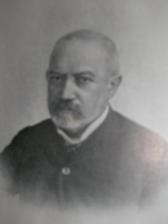
Desiderio Reich

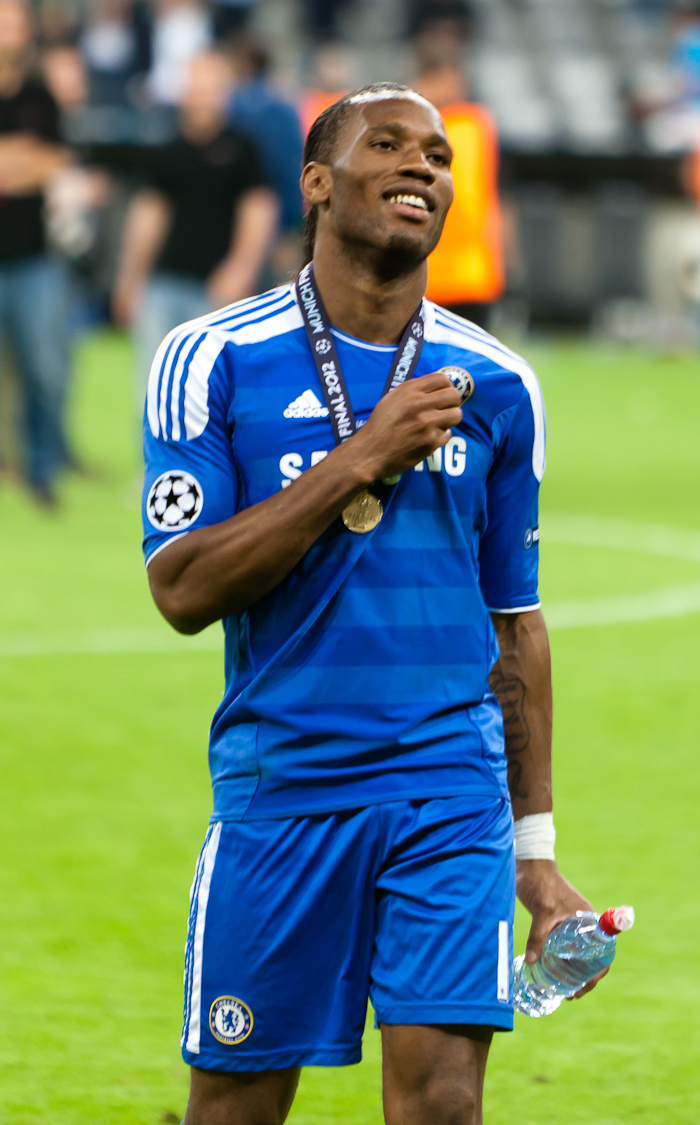
Didier Drogba

- Desiderio da Montecassino, nome con cui era anche noto papa Vittore III.
- Desiderio da Settignano, scultore italiano
- Desiderio di Cahors, aristocratico e vescovo franco
- Desiderio di Langres, vescovo italiano
- Desiderio di Vienne, arcivescovo franco
- Desiderio "Desi" Arnaz, attore, comico, musicista e produttore discografico cubano naturalizzato statunitense
- Desiderio Bonfini, intagliatore italiano
- Desiderio Marchesi, calciatore italiano
- Desiderio Quercetani, liutaio italiano
- Desiderio Reich, storico e storiografo italiano
- Desiderio Sanzi, regista e artista italiano
- Desiderio Scaglia, cardinale e vescovo cattolico italiano

### Variante Didier

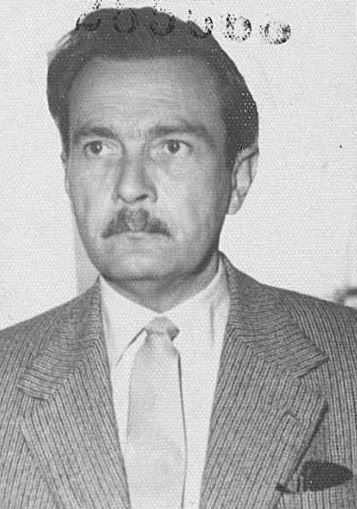
Dezső Ákos Hamza

- Didier Auriol, pilota di rally francese
- Didier Barra, pittore francese
- Didier Daeninckx, scrittore francese
- Didier Défago, sciatore alpino svizzero
- Didier Deschamps, allenatore di calcio e calciatore francese
- Didier Drogba, calciatore e dirigente sportivo ivoriano
- Didier Lockwood, violinista francese
- Didier Malherbe, musicista e compositore francese
- Didier Pironi, pilota automobilistico francese
- Didier Ratsiraka, politico e militare malgascio

### Variante Dezső
- Dezső Bánffy, politico ungherese
- Dezső Gencsy, calciatore e allenatore di calcio ungherese
- Dezső Gyarmati, pallanuotista ungherese
- Dezső Ákos Hamza, giornalista, pittore e regista ungherese
- Dezső Kosztolányi, poeta, scrittore, giornalista e traduttore ungherese
- Dezső Novák, calciatore e allenatore di calcio ungherese

### Altre varianti maschili
- Desidério Hertzka, calciatore e allenatore di calcio austriaco
- Dezider Kardoš, compositore slovacco
- Dezider Milly, pittore e grafico slovacco
- Desiderius Papp, giornalista e storico della scienza austro-ungarico naturalizzato argentino

### Variante femminile Desideria
- Desideria Guicciardini, illustratrice e disegnatrice italiana
- Desideria Rayner, montatrice italiana

## Il nome nelle arti
- Desideria è un personaggio della miniserie televisiva fantasy Desideria e l'anello del drago.
- Didier è un personaggio del film omonimo del 1997, diretto da Alain Chabat.
- Desiderio è il fratello della principessa Serafina, il quale appare nella serie di romanzi fantasy Waterfire saga scritta da Jennifer Donnelly.